# ضمور بصري
الضُمُور البَصَرِيّ أو ضُمُور القُرْص البَصَرِيّ أو ضُمُور العَصَب البَصَرِيّ (بالإنجليزية: Optic atrophy)‏ هو فقدان بعض أو أغلب ألياف العصب البصري. ولأن كلمة الضمور في الطب تدل على الانكماش لكن مع القدرة على إعادة النمو، لذلك فإن البعض يرى[بحاجة لدقة أكثر] أن الضمور البصري من الناحية المرضية يعطي معنى خاطئا ويفضل استخدام مصطلح "اعتلال عصبي بصري"[بحاجة لمصدر].

## سير المرض
العصب البصري جزء من الدماغ وليس له القدرة على التجدد. ولذلك فلا يمكن الشفاء من الضمور البصري لكنه قد يكون خطيرا أو معتدلا.
هنالك ثلاثة أنواع من الضمور البصري، وهي:
- ضمور بصري عبر التشابك
- ضمور بصري تقدمي
- ضمور بصري رجوعي

## الأعراض
تتضمن الأعراض فقدان القدرة على البصر، كما قد يكون هنالك صعوبة معينة في رؤية اللون.

## الأسباب
قد تكون الأسباب وراثية أو مكتسبة.

### الضمور البصري الوراثي
إذا كان المرض موروثا، فستظهر الأعراض في الطفولة وقد ترافقها رأرأة. اعتلال لبر العصبي البصري الوراثي (أو ضمور لبر البصري) مرض ورائي لكن بداية ظهوره عادة ما بين 20-30 سنة.
أما في اعتلال كير العصبي البصري فهو وراثي سائد، وتظهر أعراضه خلال الطفولة مبكرا.
كما قد يحدث الضمور البصري بسبب نقص الأكسجين خلال الحمل، كما أن بعض الأدوية التي تأخذها الأم خلال الحمل قد تسبب الضمور البصري.
ومن المورثات المرتبطة بالضمور العصبي:
| النوع      | الوراثة المندلية البشرية عبر الإنترنت | المورثة                                | الموقع الكروموسومي |
| ---------- | ------------------------------------- | -------------------------------------- | ------------------ |
| OPA1 (كير) | 165500                                | بروتين شبيه بالدينامين 120 كيلو دالتون | 3q28-q29           |
| OPA2       | 311050                                | ?                                      | Xp11.4-p11.21      |
| OPA3       | 606580                                | OPA3                                   | 19q13.2-q13.3      |
| OPA4       | 605293                                | ?                                      | 18q12.2-q12.3      |
| OPA5       | 610708                                | ?                                      | 22q12.1-q13.1      |
| OPA6       | 258500                                | ?                                      | 8q                 |
| OPA7       | 612989                                | TMEM126A                               | 11q14.1-q21        |

### الضمور البصري المكتسب
يحدث الضمور البصري المكتسب بسبب التغير في وصول الدم إلى العين أو العصب البصري (مثل الاعتلال العصبي البصري الإقفاري الخلفي والاعتلال العصبي البصري الإقفاري الأمامي، وقد يحدث بسبب التهاب أو انتفاخ في العصب البصري (مثل التهاب العصب البصري) وقد يكون نتيجة لضغط على العصب البصري (كما يحدث في أنواع معينة من الأورام) أو بسبب مرض أيضي مثل السكري أو بسبب رضة أو الغلوكوما أو تسمم (بسبب ميثانول أو تبغ أو سم. كما لوحظ في فيتامين بي 12 ومرض باجيت.